# نيكولاي شوبين
نيكولاي شوبين (بالروسية: Николай Павлович Шубин، مواليد 1956) المعروف باسم مدير المقبرة قاتل متسلسل روسي المولد في جورجيا، قتل 13 شخصًا بلا مأوى وعزبًا بين عامي 2004 و2006 في مدينة ليبيتسك.

## السيرة الشخصية
ولد شوبين في تبليسي. في عام 1976 تم إدخال شوبين إلى المستشفى في مستوصف فورونيج الإقليمي النفسي السريري مع تشخيص الوهن العصبي.
قُبض على شوبين في أكتوبر 2006 بعد أن اعتقله رجال الشرطة على صلة باختفاء متقاعد محلي يُدعى ميشرياكوف. كان قد اختفى بعد ذهابه إلى الحديقة للعب الشطرنج مع شوبين. أثناء الاستجواب اعترف شوبين على الفور بالقتل وأظهر مكان دفنه. أثناء التحقيق بدأ يتحدث عن جريمة قتل أخرى ارتكبها. كل أسبوع كان يقدم تقارير عن عمليات القتل السابقة التي قام بها، ويعرض الأماكن التي دُفنت فيها الجثث. لطالما أربك شوبين ضحاياه بضربة قوية في الرأس ثم ربط أيديهم وأرجلهم بالأسلاك، وفي النهاية خنقهم بالثغرات التي كان يحملها معه دائمًا. لم يعبر عن أي خجل على جرائمه وتحدث عنها بفخر وثقة كبيرة. أطلق شوبين على نفسه لقب «مدير المقبرة». كان الدافع وراء جرائم القتل بسيطًا - مشاجرة أو خسارة في لعبة الشطرنج.
أثناء التحقيق تم فحص شوبين وتم تشخيص إصابته بنوع مستمر من الفصام المصحوب بجنون العظمة. وبسبب ذلك وجدت المحكمة أنه غير لائق للمحاكمة وحكمت عليه بالإيداع جبري.